# Diocesi di Salto
La diocesi di Salto (in latino: Dioecesis Saltensis in Uruguay) è una sede della Chiesa cattolica in Uruguay suffraganea dell'arcidiocesi di Montevideo. Nel 2022 contava 300.200 battezzati su 372.574 abitanti. È retta dal vescovo Arturo Eduardo Fajardo Bustamante.

## Territorio
La diocesi comprende i dipartimenti di Artigas, Salto, Paysandú e Río Negro.
Sede vescovile è la città di Salto, dove si trova la cattedrale di San Giovanni Battista.
Il territorio si estende su 49.295 km² ed è suddiviso in 16 parrocchie.

## Storia
La diocesi è stata eretta il 14 aprile 1897 con la bolla Apostolici ministerii di papa Leone XIII., ricavandone il territorio dalla diocesi di Montevideo, che contestualmente è stata elevata al rango di arcidiocesi metropolitana.
Il 15 novembre 1955 e il 17 dicembre 1960 ha ceduto porzioni del suo territorio a vantaggio dell'erezione rispettivamente delle diocesi di San José de Mayo e di Mercedes.

## Cronotassi dei vescovi
Si omettono i periodi di sede vacante non superiori ai 2 anni o non storicamente accertati.
- Tomás Gregorio Camacho † (3 luglio 1919 - 20 maggio 1940 deceduto)
- Alfredo Viola † (20 maggio 1940 succeduto - 1º gennaio 1968 dimesso[2])
- Marcelo Mendiharat Pommies † (1º gennaio 1968 succeduto - 8 marzo 1989 ritirato)
- Daniel Gil Zorrilla, S.I. † (8 marzo 1989 - 16 maggio 2006 ritirato)
- Pablo Jaime Galimberti di Vietri (16 maggio 2006 - 24 luglio 2018 ritirato)
- Fernando Miguel Gil Eisner † (24 luglio 2018 - 17 gennaio 2020 deceduto)
- Arturo Eduardo Fajardo Bustamante, dal 15 giugno 2020

## Statistiche
La diocesi nel 2022 su una popolazione di 372.574 persone contava 300.200 battezzati, corrispondenti all'80,6% del totale.
| anno | popolazione | popolazione | popolazione | presbiteri | presbiteri | presbiteri | presbiteri                | diaconi | religiosi | religiosi | parrocchie |
| anno | battezzati  | totale      | %           | numero     | secolari   | regolari   | battezzati per presbitero | diaconi | uomini    | donne     | parrocchie |
| ---- | ----------- | ----------- | ----------- | ---------- | ---------- | ---------- | ------------------------- | ------- | --------- | --------- | ---------- |
| 1950 | 450.000     | 500.000     | 90,0        | 61         | 33         | 28         | 7.377                     |         | 50        | 185       | 20         |
| 1965 | 255.000     | 278.000     | 91,7        | 60         | 32         | 28         | 4.250                     |         | 16        | 143       | 15         |
| 1970 | 253.000     | 280.000     | 90,4        | 53         | 23         | 30         | 4.773                     |         | 41        | 92        | 14         |
| 1976 | 275.000     | 290.000     | 94,8        | 33         | 17         | 16         | 8.333                     |         | 21        | 92        | 15         |
| 1980 | 293.000     | 319.000     | 91,8        | 45         | 19         | 26         | 6.511                     |         | 32        | 94        | 16         |
| 1990 | 351.000     | 375.000     | 93,6        | 51         | 30         | 21         | 6.882                     |         | 25        | 77        | 16         |
| 1999 | 292.000     | 320.000     | 91,3        | 39         | 23         | 16         | 7.487                     |         | 19        | 87        | 16         |
| 2000 | 290.000     | 320.000     | 90,6        | 37         | 20         | 17         | 7.837                     |         | 20        | 87        | 15         |
| 2001 | 290.000     | 320.000     | 90,6        | 36         | 20         | 16         | 8.055                     |         | 19        | 87        | 15         |
| 2002 | 290.000     | 320.000     | 90,6        | 37         | 21         | 16         | 7.837                     |         | 17        | 90        | 16         |
| 2003 | 290.000     | 320.000     | 90,6        | 30         | 17         | 13         | 9.666                     |         | 17        | 59        | 16         |
| 2004 | 320.000     | 355.900     | 89,9        | 31         | 16         | 15         | 10.322                    |         | 19        | 72        | 16         |
| 2010 | 288.000     | 379.595     | 75,9        | 33         | 16         | 17         | 8.727                     | 5       | 21        | 57        | 16         |
| 2014 | 292.000     | 385.100     | 75,8        | 34         | 17         | 17         | 8.588                     | 8       | 23        | 71        | 16         |
| 2017 | 295.100     | 366.145     | 80,6        | 34         | 16         | 18         | 8.679                     | 8       | 25        | 65        | 16         |
| 2020 | 298.400     | 370.200     | 80,6        | 30         | 15         | 15         | 9.946                     | 9       | 22        | 56        | 16         |
| 2022 | 300.200     | 372.574     | 80,6        | 28         | 13         | 15         | 10.721                    | 9       | 23        | 41        | 16         |